# 無量光院跡
無量光院跡（むりょうこういんあと）は、岩手県平泉町にある史跡である。
無量光院は、藤原秀衡が京都の平等院を模して建立した寺院であった。当時は平等院の規模をも上回る煌びやかな寺院であったが、度重なる火災で焼失し、今日では土塁や礎石が残るのみである。
寺院跡は「無量光院跡」として国の特別史跡に指定されている。2011年（平成23年）6月26日、「平泉―仏国土（浄土）を表す建築・庭園及び考古学的遺跡群―」の構成資産の一つとして世界遺産に登録された。

## 関連項目

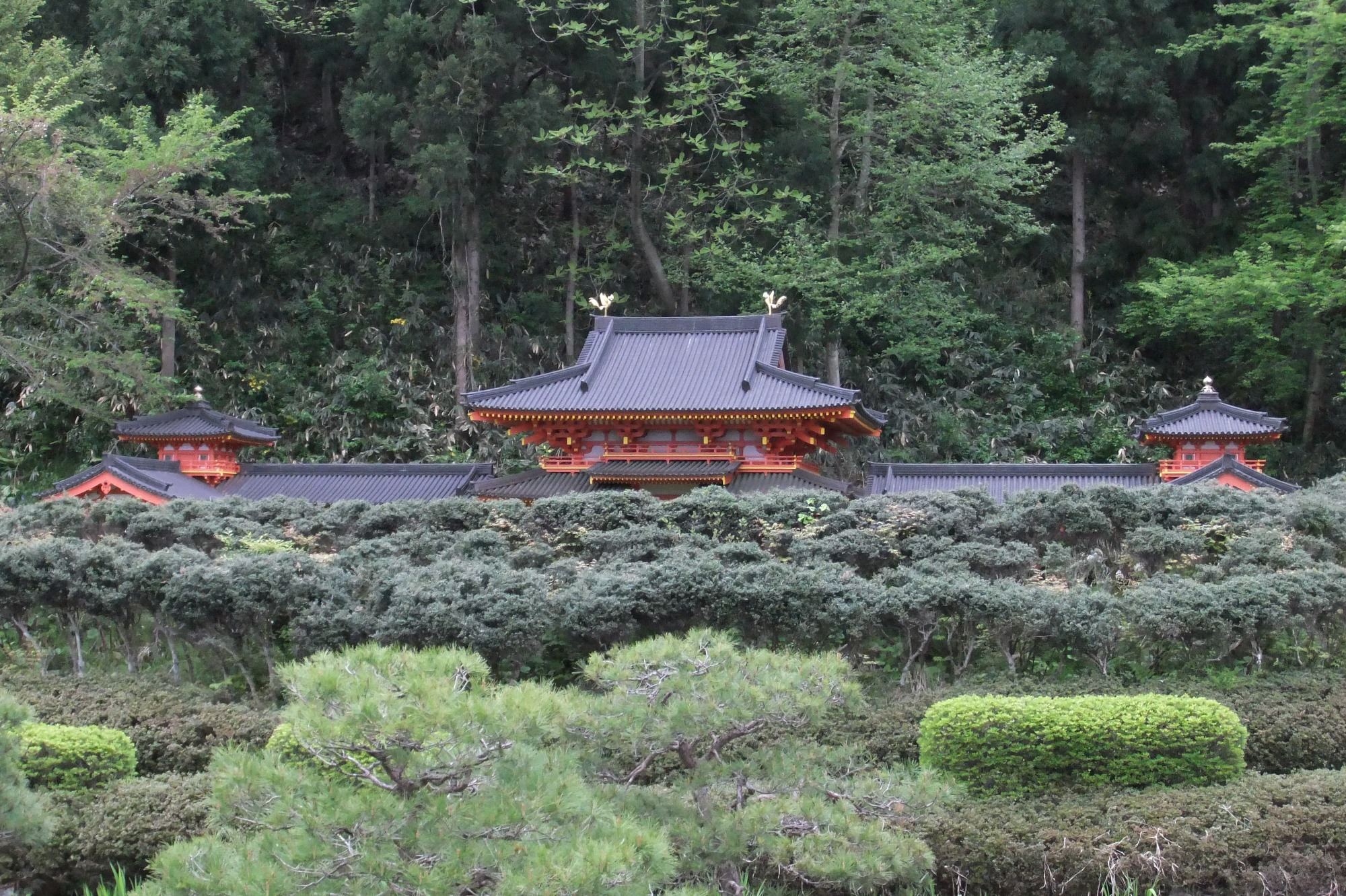
「えさし藤原の郷」にある無量光院の模型

## 沿革

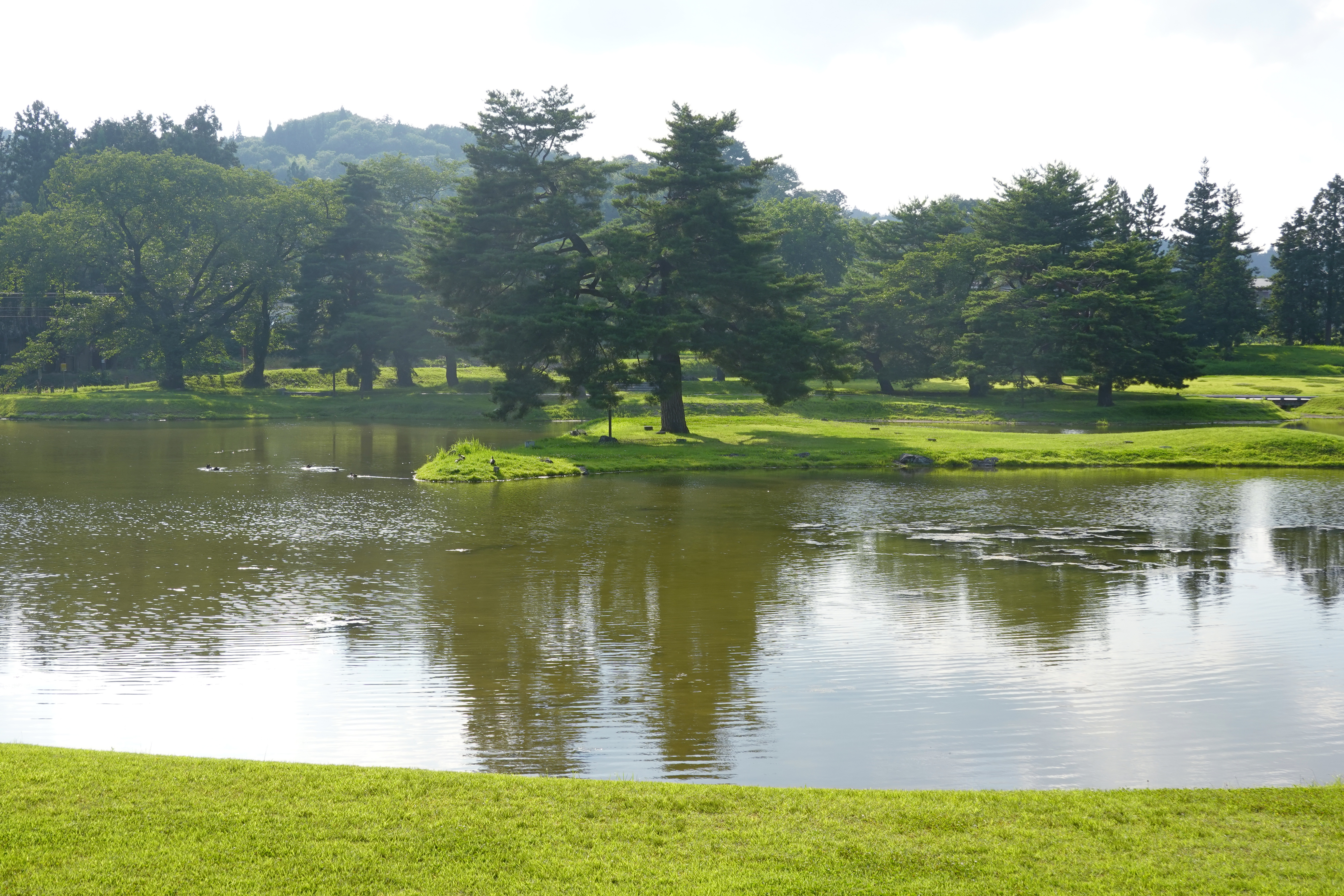
復元された池と東島

平安時代末期に奥州一帯（現在の東北地方）に勢力を振るった奥州藤原氏は、初代清衡が中尊寺、二代基衡が毛越寺を造営した。そして三代秀衡が建立したのが無量光院である。無量光院は奥州藤原氏の本拠地平泉の中心部に位置し、『吾妻鏡』にも無量光院の近くに奥州藤原氏の政庁・平泉館があったと記載されている。
『吾妻鏡』文治5年9月17日（1189年10月28日）条によれば、無量光院は京都府宇治市の平等院を模して造られ、新御堂（にいみどう）と号した。新御堂とは毛越寺の新院の意味である。発掘調査の結果、四囲は東西約240メートル、南北約270メートル、面積約6.5ヘクタールと推定され、平等院よりも規模が大きかったと推定される。
本尊は平等院と同じ阿弥陀如来で、地形や建物の配置も平等院を模したとされるが、中堂前に塼（せん）を敷き詰めている点と池に中島がある点が平等院とは異なる。本堂の規模は鳳凰堂とほぼ一致だが、翼廊の長さは一間分長い。建物は全体に東向きに作られ、敷地の西には金鶏山が位置していた。配置は庭園から見ると夕日が本堂の背後の金鶏山へと沈んでいくように設計されており、浄土思想を体現していた。

## 現状
奥州藤原氏の滅亡以降、無量光院は度重なる火災で焼失し、今日では土塁や礎石が残るのみで、跡地には松林が広がっている。1952年（昭和27年）に行われた発掘調査によって、本堂や庭園の規模や配置が明らかになり、『吾妻鏡』の記述が裏付けられた。1955年（昭和30年）に国の特別史跡に指定された。2012年（平成24年）より中島と池の復元・整備が進められている。

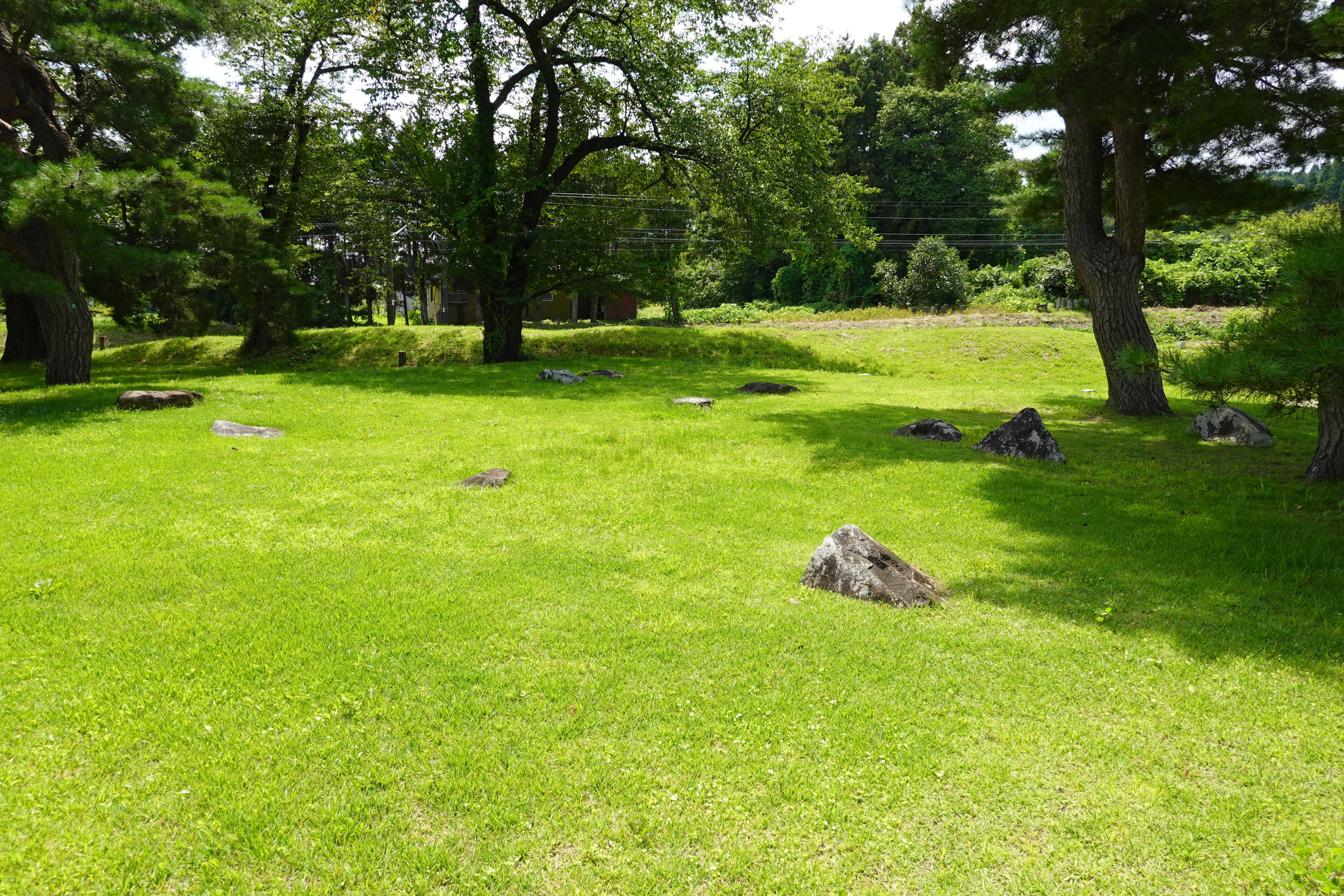
中島の本堂跡
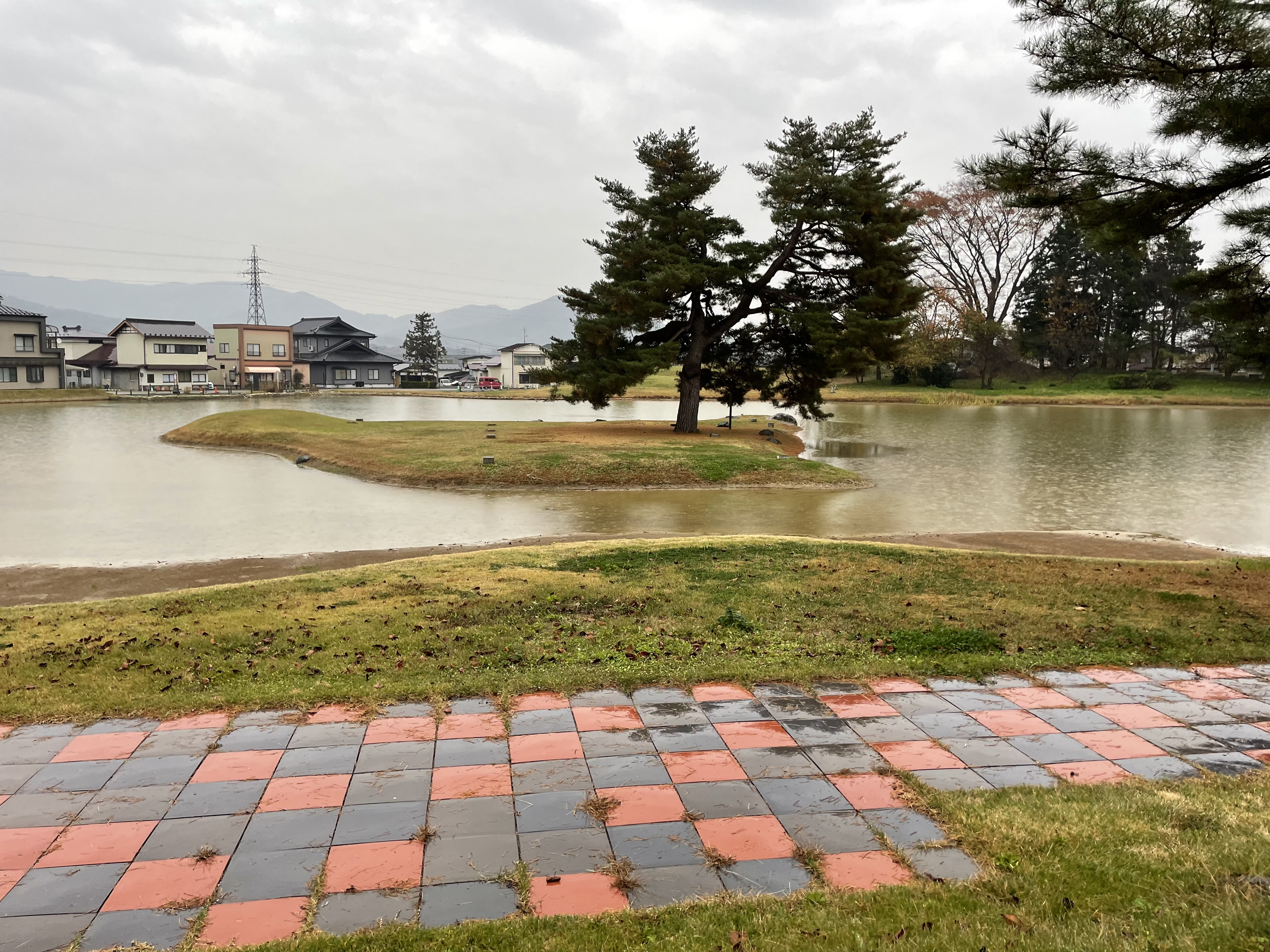
本堂前には塼（せん）が敷き詰められていた
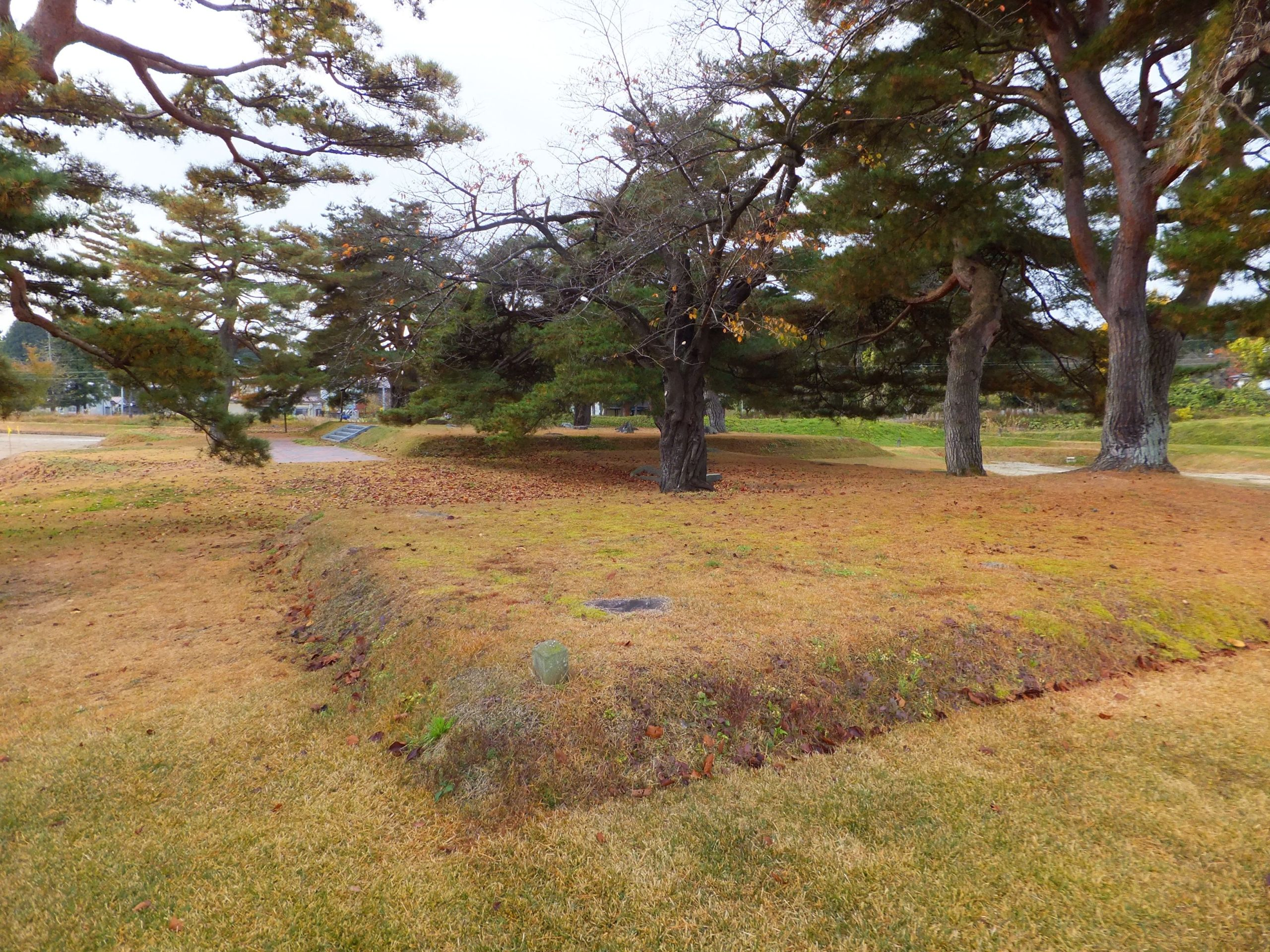
翼廊跡
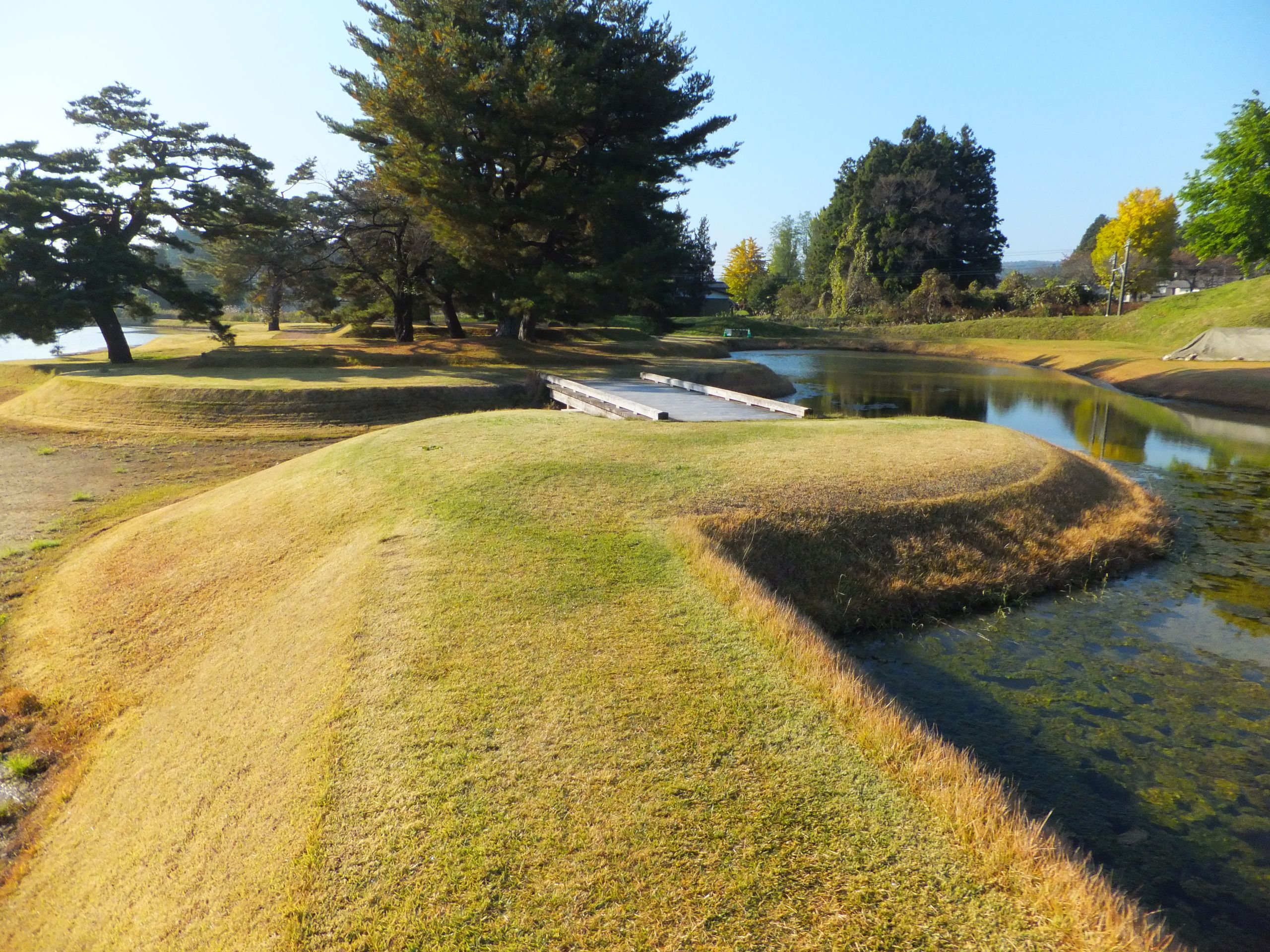
本堂があった中島へ渡るための北小島
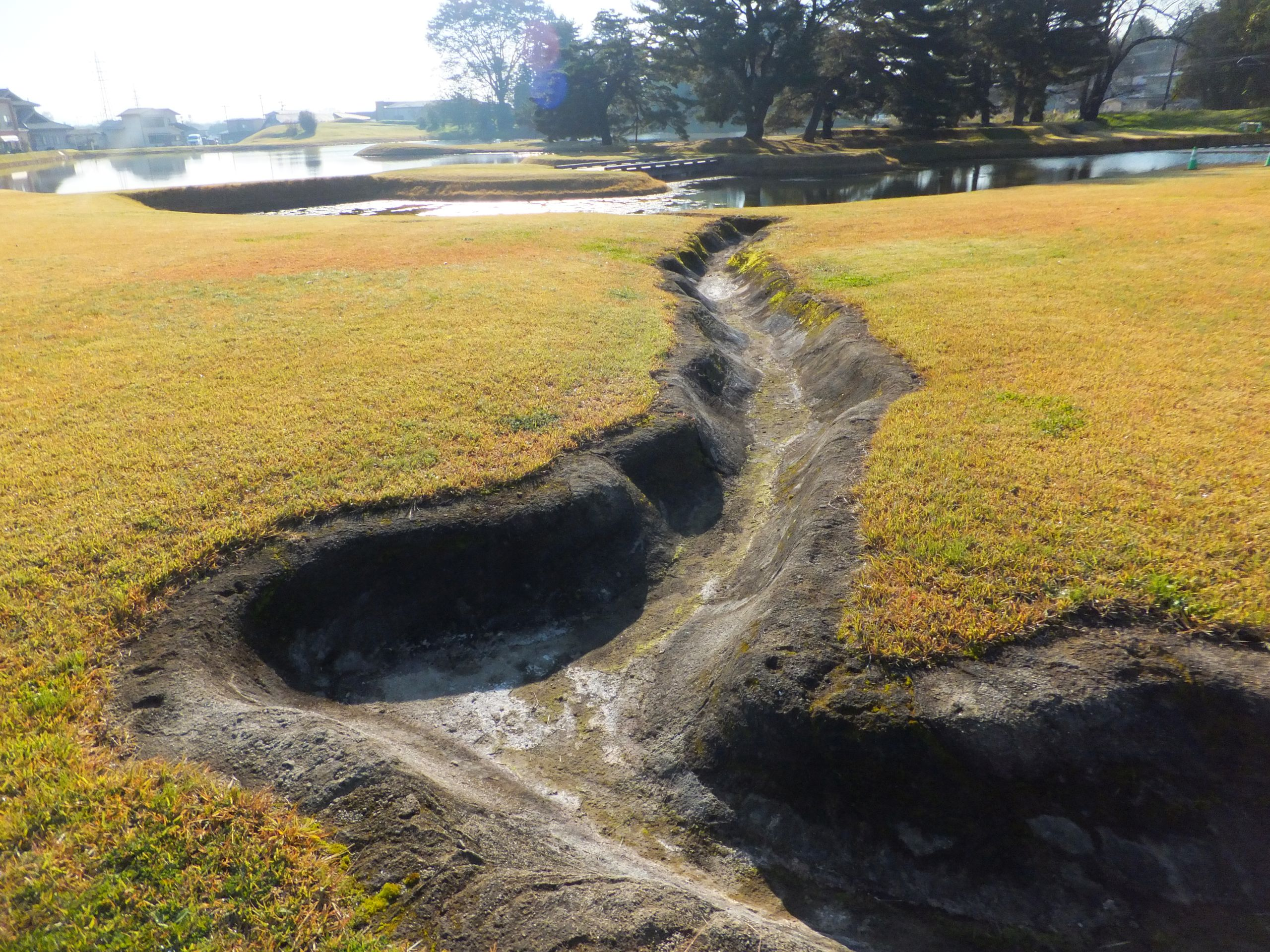
復元された導水路
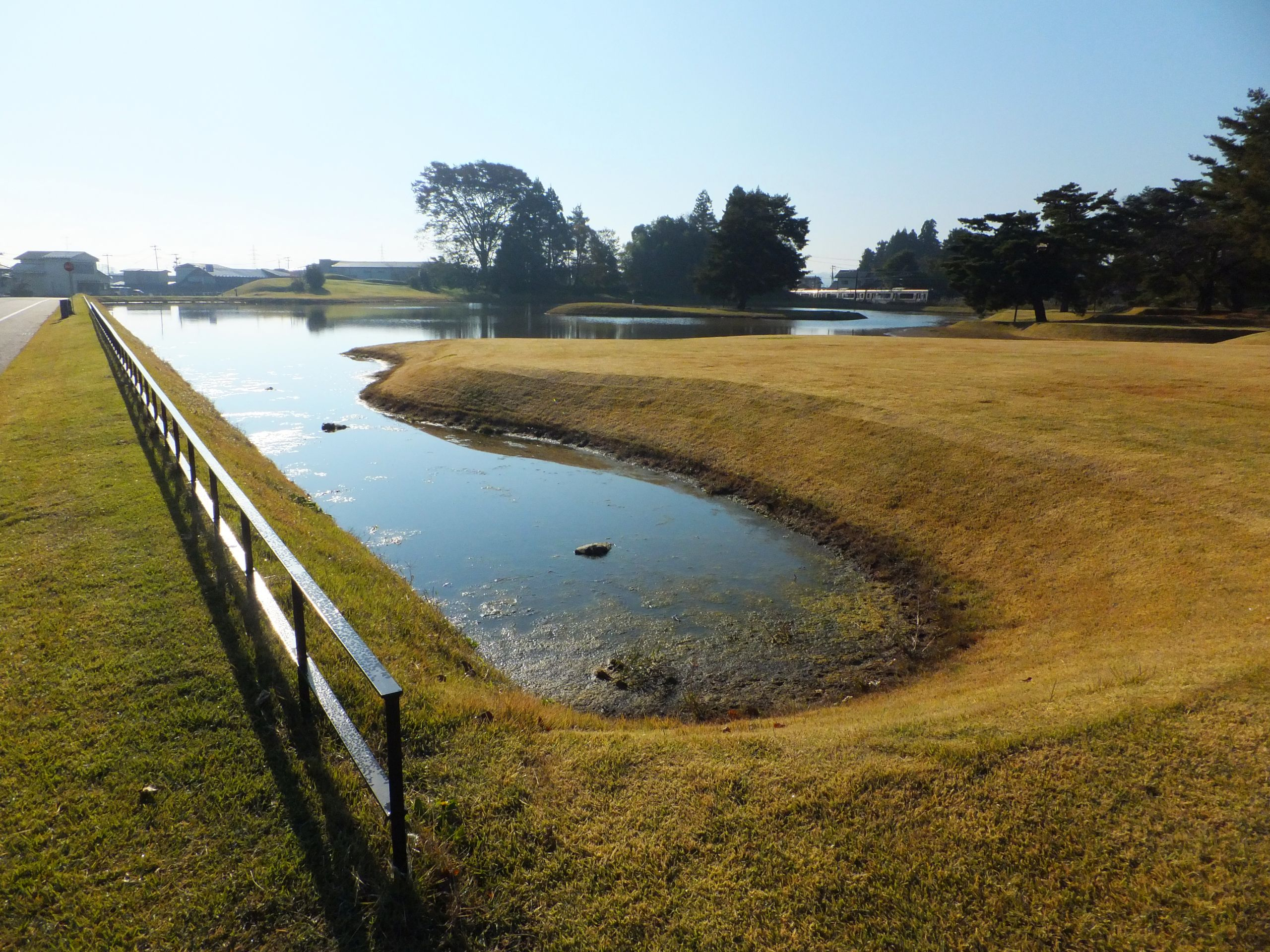
復元された岬と入り江

## 文化財

### 特別史跡
- 無量光院跡 - 1955年（昭和30年）3月24日、史跡から種別変更。2004年（平成16年）9月30日および2006年（平成18年）1月26日、追加指定[1]。

### 世界遺産
- 「平泉―仏国土（浄土）を表す建築・庭園及び考古学的遺跡群―」の構成資産の一つ。2011年（平成23年）6月26日登録[2]。世界遺産登録後、文化庁や県では、庭園及び寺院の本格復元を含めて検討することにしている。